# Eitre (musikgrupp)
Eitre är en svensk musikgrupp som spelar irländsk folkmusik. Gruppen bildades 2003 och debutalbumet The Coming of Spring utgavs två år senare, 2005. Gruppen är starkt influerad av den lokala folkmusiktraditionen i County Clare på Irlands västkust. Esbjörn Hazelius har sedan tidigare en solokarriär och har tillsammans med Dag Westling även gruppen Quilty.

## Diskografi
- 2005 - The Coming of Spring

## Medlemmar
- Esbjörn Hazelius - fiol, cittern, sång
- Dag Westling - sång, gitarr, femsträngad banjo
- Fredrik Bengtsson - kontrabas, basmandola
- Mark Pollier - uilleann pipes (irländsk säckpipa)
- Kevin Ryan - tvärflöjt